# Adelia Armstrong Lutz
Adelia Armstrong Lutz (25 juin 1859 — 17 novembre 1931) était une artiste américaine active à la fin du XIXe siècle et au début du XXe siècle. Elle organisa des cercles d'arts à Knoxville, en tant que directrice du Knoxville Art Club et en tant que co-organisatrice de la Nicholson Art League.
La maison de Lutz à Knoxville, Westwood (en), fait partie du Registre national des lieux historiques.

## Biographie
Lutz est née Adelia Ann Armstrong dans la maison de ses grands-parents maternels dans le comté de Jefferson (Tennessee),. Ses parents étaient Robert et Louise (Franklin) Armstrong, et son grand-père était Drury Armstrong, un des premiers propriétaires terriens de Knoxville dont la maison Crescent Bend (en) se trouve toujours sur Kingston Pike (en). Elle passa son enfance dans le manoir de son père construit avant guerre, Bleak House (en). Lutz était la belle-sœur de l'écrivain Anne W. Armstrong (1872 — 1958), qui s'était mariée au frère de Lutz, Robert Franklin Armstrong, en 1905.
Lutz alla à l’East Tennessee Female Institute (en) à Knoxville au début des années 1870 où elle avait comme camarade de classe la future philanthrope de Knoxville Mary Boyce Temple (en),. Elle alla ensuite à la Southern Home School à Baltimore et à l’Augusta Seminary (Mary Baldwin College (en)) à Staunton (Virginie). Elle continua à étudier l'art à la Corcoran Gallery à Washington, D.C. et à la Pennsylvania Academy of the Fine Arts à Philadelphie. Durant cette période elle voyagea en Europe.

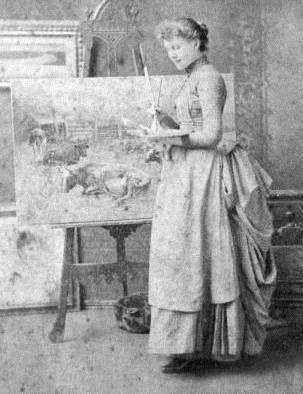
Lutz, peignant dans son studio, photographiée par Frank B. McCrary à la fin des années 1880

Après être retournée à Knoxville, Lutz enseigna la peinture dans un atelier loué dans le Kern Building sur Market Square (en). Elle se maria avec l’entrepreneur John Edwin Lutz (1854 — 1920) lors d'une grande cérémonie dans la Second Presbyterian Church de Knoxville le 10 février 1886. Leur maison, Westwood, qui se trouvait sur un terrain donné par le père de Lutz, fut terminée en 1890. La maison contenait un atelier et une galerie pour Lutz, qu'elle ouvrira souvent aux visiteurs par la suite. Les Lutz eurent deux enfants, Louise Lutz Holloway et Edwin Rowland Lutz.
Lutz était une directrice du Knoxville Art Club et membre fondatrice de son successeur, la Nicholson Art League. Cette ligue comptait parmi ses membres les peintres Lloyd Branson (en), Catherine Wiley (en) et Charles Krutch, le photographe Joseph Knaffl (en) et l'architecte George Franklin Barber (en). Lutz posa pour l'un des premiers portraits de Branson en 1878 et son atelier fut photographié par son partenaire, Frank B. McCrary, à la fin des années 1880. Le tableau de Lutz Motherless fut exposé lors de la Tennessee Centennial Exposition (en) à Nashville en 1897 et d'autres membres de Nicholson elle exposa des œuvres à l'exposition du Richmond Art Club en Virginie en 1902. Lutz aida à organiser la partie Arts de l’exposition Appalachian de 1910 et de 1911, et elle fit partie du conseil d'administration du Département Ars de la National Conservation Exposition (en) en 1913.
Lutz continua la peinture jusqu'à sa mort en 1931. Elle fut d'abord enterrée au cimetière New Gray de Knoxville puis elle fut plus tard enterrée au Highland Memorial Cemetery à Kingston Pike. La maison de Lutz fut ajoutée au National Register of Historic Places en 1984. Sa petite-fille, Cecil Holloway Matheny, habita cette maison jusqu'à sa mort en 2009 à l'âge de 97 ans. L'atelier de Lutz dans la maison est resté comme Lutz l'avait laissé et à l'époque de la mort de Matheny il contenait encore des peintures non terminées de Lutz.

## Œuvres
Bien que Lutz peignait occasionnellement des portraits (en particulier de ses enfants) et des paysages, son sujet de prédilection était les fleurs, plus particulièrement les roses trémières, qui poussaient aussi dans son jardin à Westwood. Ses œuvres ont été exposées à travers le Sud des États-Unis et reçurent plusieurs prix. Ses peintures font actuellement partie de la collection du Musée d'Art de Knoxville, l’East Tennessee History Center (en) et du Tennessee State Museum (en).
Lutz peignit la plupart de ses œuvres dans son atelier à Westwood. L'atelier consiste en une longue pièce ressemblant à une cathédrale avec un haut plafond et des puits de lumière. Les murs sont peints de la couleur préférée de Lutz, le rouge. Les carreaux de la cheminée de l'atelier sont peints des portraits des auteurs préférés de Lutz.

### Galerie

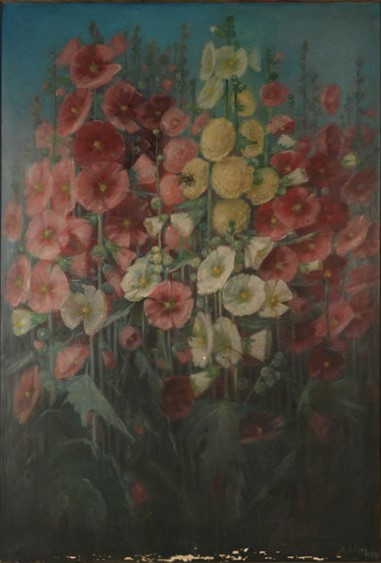
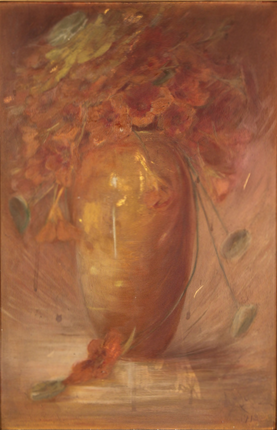
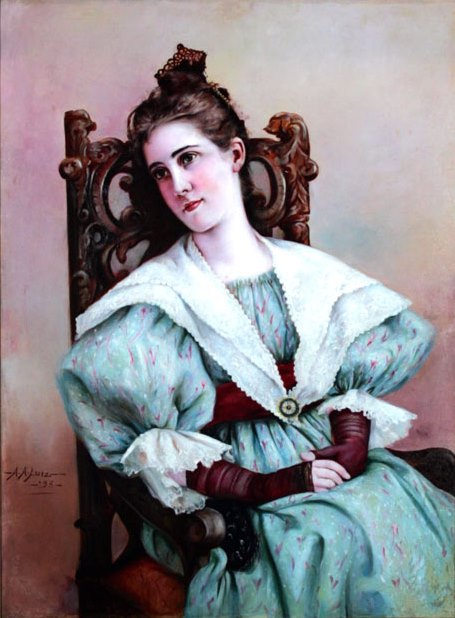
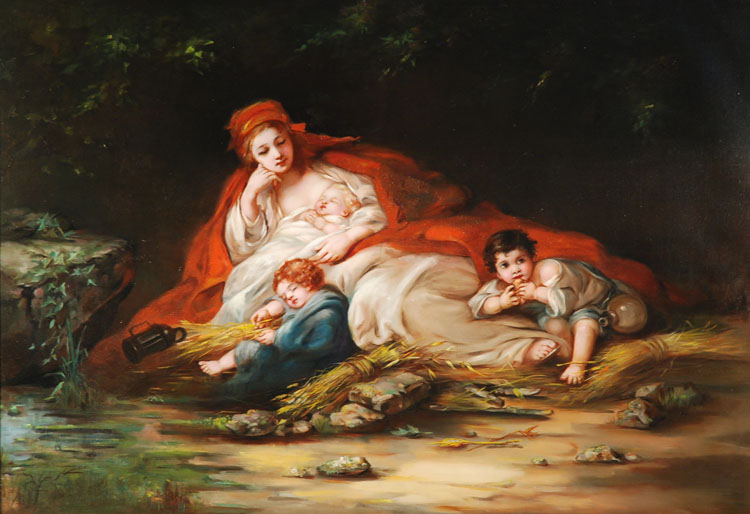